# 克德罗夫卡河
克德罗夫卡河（俄语：Река Кедровка），前称中岔河，是滨海边疆区基洛夫斯基区的河流，源起斜步碴山，长37公里，流域面积234平方公里，在距河口32公里处注入克雷洛夫卡河。

## 引用
1. ↑  А·П·穆拉诺夫. . 列宁格勒: 气象出版社. 1966 （俄语）.
2. ↑  . 列宁格勒: 气象出版社 （俄语）.
3. ↑  Т·А·基谢尔科瓦娅. . 列宁格勒: 气象出版社. 1977 （俄语）.
4. ↑  . 国家水登记处.   [2024-08-18]. （原始内容存档于2024-12-01） （俄语）.